# راونو سلو
راونو سلو (به صربی: Ravno Selo) یک منطقهٔ مسکونی در صربستان است که در استان خودمختار وویوودینا واقع شده‌است. راونو سلو ۳٬۴۷۸ نفر جمعیت دارد.